# So Morita
So Morita (født 14. maj 1992) er en japansk fodboldspiller.
Han har spillet for flere forskellige klubber i sin karriere, herunder Sagan Tosu og Grulla Morioka.